# Birján
Birján (horvátul: Birjan) község Baranya vármegyében, a Pécsi járásban.

## Fekvése
Pécstől kb. 17 kilométerre délkeletre fekszik; a legközelebbi szomszédai: észak felől Hásságy, kelet felől Olasz, délről Pécsdevecser és Peterd, nyugatról pedig Lothárd.
Közigazgatási területén ered a Birjáni-árok, amely Pécsdevecser északi részén torkollik a Szemelyi-patakba.

### Megközelítése
Legfontosabb közúti megközelítési útvonala az 57-es főút, mely mintegy másfél kilométerre északra halad el a lakott területétől. Átszeli a határait (csomópont nélkül) az M60-as autópálya is. Belterületei vonatkozásában azonban zsáktelepülésnek tekinthető, mert központja közúton csak a főútból délnek kiágazó 57 101-es számú mellékúton érhető el.
Vasútvonal az egész környéket nem érinti.

## Története
Birján és környéke már ősidők óta lakott hely volt. Területén réz- és bronzkori leletek kerültek felszínre.
1295-ben  a falu határában a pálosok alapítottak kolostort, mely egészen a XVI. század derekáig fennállt, s csak a török időkben, 1543-ban néptelenedett el.
Nevét az oklevelek 1307-ben Beran néven írták, s 1332-ben 1542-ben Berand-nak írták.
A török időkben elnéptelenedett a település.
1696-ban, I. Lipót alatt az adóösszeíráskor már lakott helynek volt feltüntetve, lakói bosnyákok voltak.
A 18. században magyar családok is letelepedtek a faluban.
Az 1930-as összeíráskor itt és a településhez tartozó Beretvás-pusztán 356 magyar, 105 német, 1 tót, 95 horvát és 10 egyéb anyanyelvű lakos élt.
Birján a Batthyány család birtoka volt.

## Közélete

### Polgármesterei
- 1990–1994: Magyar József (független)[4]
- 1994–1998: Magyar József (független)[5]
- 1998–2002: Novreczky Csaba János (független)[6]
- 2002–2006: Novreczky János (független)[7]
- 2006–2010: Novreczky János József (független)[8]
- 2010–2014: Novreczky János József (független)[9]
- 2014–2019: Novreczky János József (Birjánért)[10]
- 2019–2024: Novreczky János (független)[11]
- 2024– : Novreczky János (független)[1]

## Népesség
A település népességének változása:
| Lakosok száma | 505  | 486  | 501  | 520  | 530  | 522  | 525  | 520  |
|               | 2013 | 2014 | 2015 | 2019 | 2021 | 2022 | 2023 | 2024 |

A 2011-es népszámlálás során a lakosok 86,9%-a magyarnak, 15% horvátnak, 9,4% németnek, 0,8% románnak mondta magát (13,1% nem nyilatkozott; a kettős identitások miatt a végösszeg nagyobb lehet 100%-nál). A vallási megoszlás a következő volt: római katolikus 49,2%, református 6,5%, evangélikus 1,5%, görögkatolikus 0,2%, felekezeten kívüli 11,9% (29% nem nyilatkozott).
2022-ben a lakosság 93,9%-a vallotta magát magyarnak, 7,3% horvátnak, 5,7% németnek, 0,6% ruszinnak, 0,2-0,2% románnak, ukránnak, szlováknak, szlovénnek és lengyelnek, 2,9% egyéb, nem hazai nemzetiségűnek (5,9% nem nyilatkozott; a kettős identitások miatt a végösszeg nagyobb lehet 100%-nál). Vallásuk szerint 36,4% volt római katolikus, 4,8% református, 0,8% evangélikus, 0,2% ortodox, 1,5% egyéb keresztény, 1,5% egyéb katolikus, 17,6% felekezeten kívüli (37,2% nem válaszolt).

## Nevezetességei
- Horgásztó.

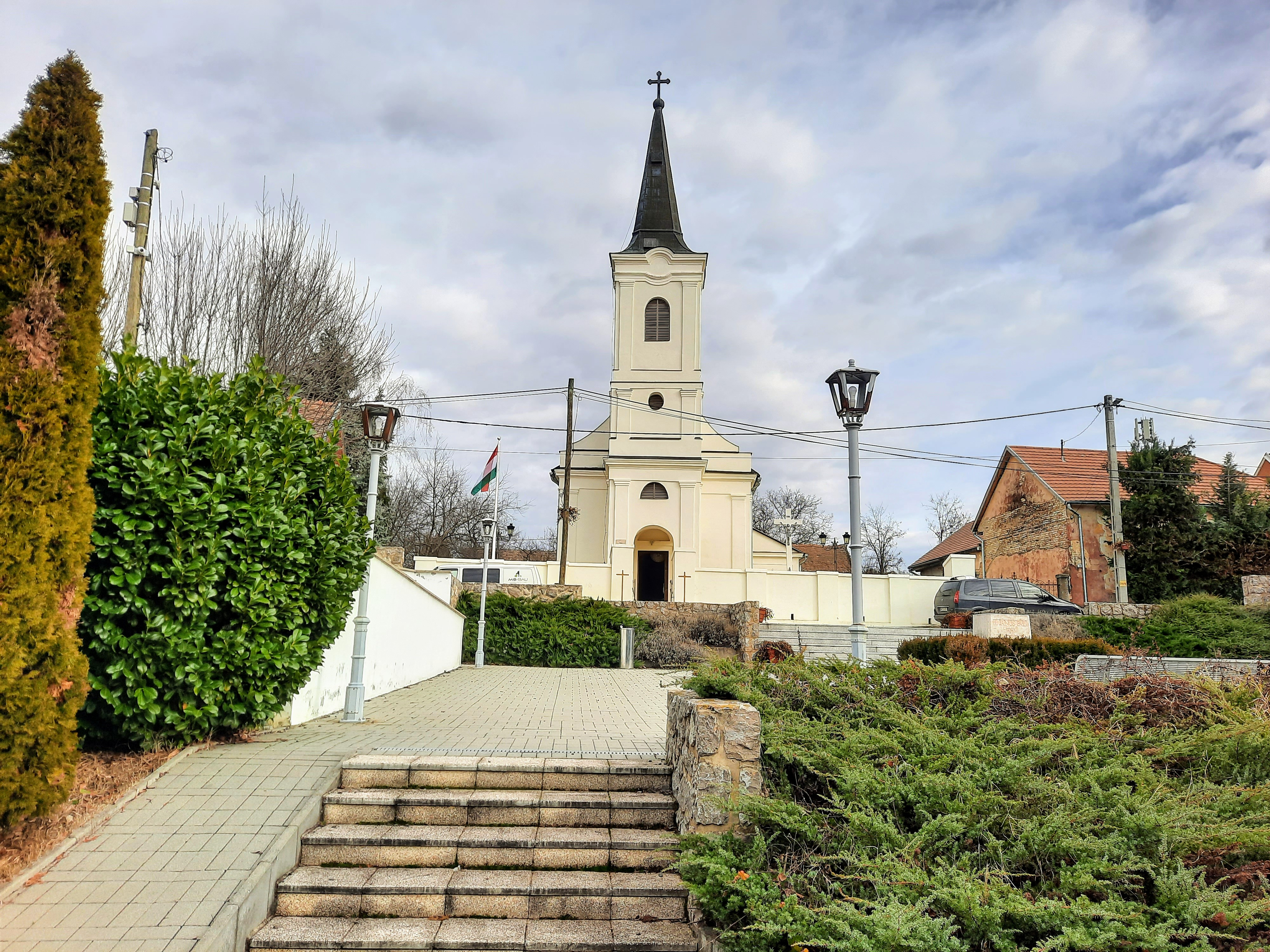
katolikus templom

- Havas Boldogasszony római katolikus templom

## Testvértelepülései
- Horvátország: Várdaróc
- Románia: Alsósófalva
- Szerbia: Bogaras